# Nicholas Brunelli
Nicholas Brunelli –conocido como Nick Brunelli– (18 de diciembre de 1981) es un deportista estadounidense que compitió en natación, especialista en el estilo libre.
Ganó seis medallas en el Campeonato Mundial de Natación en Piscina Corta, en los años 2004 y 2006.

## Palmarés internacional
| Campeonato Mundial en Piscina Corta | Campeonato Mundial en Piscina Corta | Campeonato Mundial en Piscina Corta | Campeonato Mundial en Piscina Corta |
| Año                                 | Lugar                               | Medalla                             | Prueba                              |
| ----------------------------------- | ----------------------------------- | ----------------------------------- | ----------------------------------- |
| 2004                                | Indianápolis (Estados Unidos)       | Medalla de oro                      | 4 × 100 m libre                     |
| 2004                                | Indianápolis (Estados Unidos)       | Medalla de bronce                   | 50 m libre                          |
| 2006                                | Shanghái (China)                    | Medalla de plata                    | 4 × 100 m estilos                   |
| 2006                                | Shanghái (China)                    | Medalla de bronce                   | 4 × 100 m libre                     |
| 2006                                | Shanghái (China)                    | Medalla de bronce                   | 4 × 200 m libre                     |
| 2006                                | Shanghái (China)                    | Medalla de bronce                   | 50 m libre                          |